# Otocyon megalotis
El zorro orejudo u otoción (Otocyon megalotis) es una especie de mamífero carnívoro de la familia Canidae.

## Descripción física

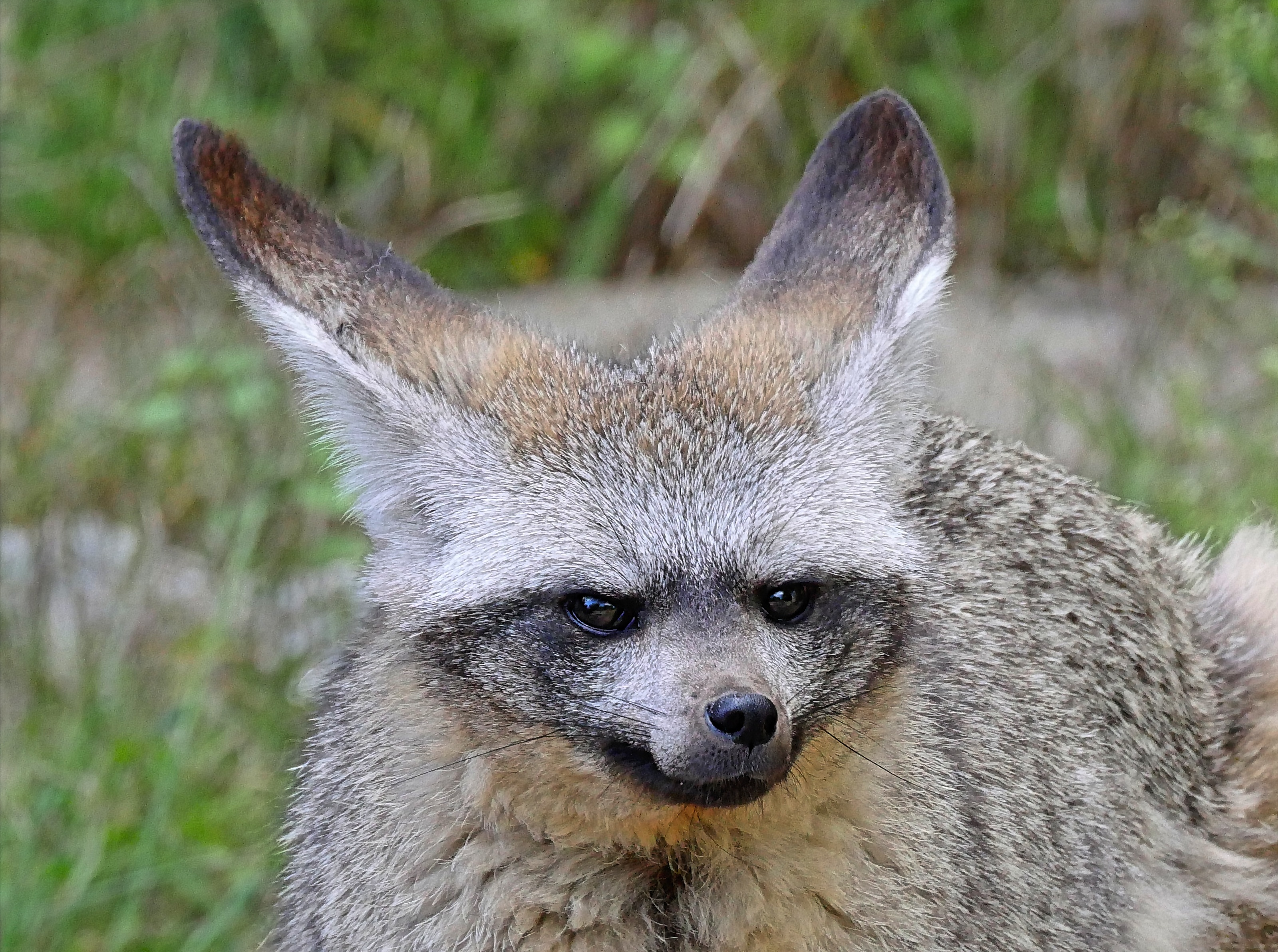
Zorro orejudo

El zorro orejudo recibe su nombre de sus grandes orejas que pueden alcanzar una longitud de 1'14 a 1'35 cm y desempeñan un papel crucial en la termorregulación. Estos especímenes se consideran cánidos relativamente pequeños, con un peso que varía de 3 kg a 5,3 kg. La longitud de la cabeza y el cuerpo es de 46 a 66 cm, la cola de 23 a 34 cm y la altura de los hombros de 30 a 40 cm, sus patas son relativamente cortas en comparación con otras especies de zorros.
La coloración de su cuerpo es generalmente de un tono marrón amarillento, el pelaje del cuello y las partes inferiores son pálidas. La parte inferior de las piernas, los pies, la punta de la cola, la parte exterior de las orejas y el pelaje de la mascarilla que recuerda a un mapache son negros.
Debido al ambiente seco y cálido donde vive (sabanas, estepas, semidesiertos), el pelaje es corto en todo el cuerpo salvo en la cola, donde se espesa. El extremo de esta, al igual que la parte inferior de las patas y orejas, el morro y la cara, es de color negro. El resto del cuerpo es pardo-grisáceo, tornándose amarillento o blancuzco en el vientre, garganta y cara interna de cola y patas.
Aparte de sus grandes orejas, el Zorro orejudo se diferencia de otros zorros por su dentición única. Tiene más dientes que cualquier otro mamífero placentario heterodonto con un total de entre 46 y 50 piezas dentales. Mientras que en todos los demás cánidos no hay más de dos molares superiores y tres inferiores, el zorro orejudo tiene al menos tres molares superiores y cuatro inferiores. Otra característica peculiar es una gran protuberancia en forma de escalón en la mandíbula inferior que ancla el gran músculo digástrico que le permite masticar cinco veces por segundo.

## Distribución geográfica
Existen dos núcleos de población diferentes, uno en el este de África, desde Somalia hasta el Gran Valle del Rift y Tanzania; y otro en el sur del continente, desde el Cabo de Buena Esperanza al sur de Angola. Ambas poblaciones se separaron al final de la última glaciación, cuando el clima de los actuales Mozambique y Zambia se volvió más húmedo. Así mismo, se han encontrado restos fósiles del Pleistoceno que indican una primitiva presencia en Egipto y el sur de Asia. Los territorios más cercanos de las diferentes subespecies están separados por aproximadamente 1000 km.

## Hábitat

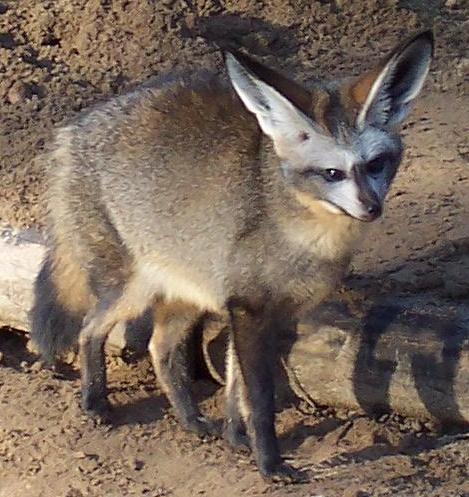
Zorro orejudo en el zoo de Krefeld, Alemania.

Los Zorros orejudos están adaptados a ambientes áridos o semiáridos. Se encuentran comúnmente en pastizales de baja altura, así como en las regiones más áridas de las sabanas, a lo largo de los bordes de los bosques y en los bosques de acacias. Prefieren zonas con el suelo desnudo y las áreas donde la hierba se mantiene corta por la presencia de pastoreo de ungulados. Tienden a cazar en estos hábitats de pastos cortos y arbustos bajos. Sin embargo, también frecuentan zonas con pastos altos y arbustos gruesos para esconderse en caso de amenaza por presencia de depredadores. Además de criar a sus crías en madrigueras, los Zorros orejudos, utilizan madrigueras autocavadas para protegerse de las temperaturas y los vientos extremos. También yacen debajo de las acacias en Sudáfrica para buscar sombra durante el día.

## Comportamiento
Los Otocyon megalotis son animales gregarios, por lo general no se alejan más de 200 metros de la manada y practican el "allogrooming" o acicalamiento social comúnmente realizado entre mamíferos. Suelen ser monógamos, aunque también hay casos de poligamia y las hembras pueden criar cachorros que no son suyos. Los Zorros orejudos que habitan Sudáfrica son principalmente diurnos durante el invierno y nocturnos durante el verano, mientras que los que se encuentran en el Serengeti desarrollan el 85% de su actividad durante la noche. En Sudáfrica, los rangos de hogar generalmente se superponen. La densidad de población puede alcanzar los 10 individuos por km².Los Zorros orejudos son susceptibles a depredadores hasta del tamaño de chacales y águilas. Las aves rapaces diurnas generalmente representan la mayor amenaza para los especímenes. Por su tamaño y modo de vida similar a otros cánidos es frecuente verlo batallar por presas o territorio con otras especies de canidos como el chacal dorado.

## Dieta
Los Zorros orejudos son carnívoros, concretamente insectívoros. Sus hábitos alimenticios consisten básicamente en insectos como termitas y otros invertebrado (hormigas, grillos, saltamontes, termitas), y ocasionalmente pequeños roedores, lagartijas, huevos de aves, polluelos y variedad de plantas. Aun así, el 80% de su dieta está compuesta por la termita recolectora y el escarabajo pelotero. Curiosamente, los Zorros orejudos obtienen la mayor parte de su aporte de agua de la ingesta de estos insectos que a menudo se alimentan de hierba. Sus grandes orejas le permiten localizar los pequeños invertebrados que conforman la mayor parte de su dieta. Una vez encontrados estos, el animal excava rápidamente y comienza a comerlos sin preocuparse de sus mordiscos o picotazos, ya que su pelaje es lo suficientemente denso como para mantener a raya incluso a las voraces termitas africanas.

## Característica reproductivas
Los Zorros orejudos se reproducen anualmente, son monógamos con algunas excepciones de machos con dos parejas femeninas. La época de reproducción varía según la zona de hábitat. Normalmente coincide con la temporada de lluvias, que traen consigo un aumento de las poblaciones de insectos. La gestación dura de 60 a 70 días y las hembras dan a luz en el interior de la madriguera. Las camadas están compuestas por una a seis crías. El periodo de lactancia dura de 14 a 15 semanas. Los machos se encargan de acicalar, defender, acurrucarse, acompañar y transportar a las crías. La hembra busca alimento, que utiliza para mantener la producción de leche, de la que dependen en gran medida las crías. Tras 17 días, las crías salen de la madriguera. Hasta la 4.ª o 5.ª semana de vida, su pelaje no cambiará a los colores adultos, permaneciendo gris. Para el quinto o sexto mes, las crías están completamente desarrolladas. Algunas hembras permanecerán con su manada natal y se reproducirán, pero la mayoría de ellas, como los machos, se dispersarán en busca de otros grupos para reproducirse.

## Comercio y amenazas
El zorro orejudo no se considera una especie amenazada, su estado de conservación está establecido como preocupación menor según La Unión Internacional para la Conservación de la Naturaleza (IUCN). Aunque no haya amenazas importantes para esta especie, sí que está sujeta a la caza de subsistencia por pieles  (especialmente demandada en las principales ciudades de Botsuana).. El uso comercial es muy limitado, pero las pieles de invierno se valoran y venden como mantas. También se venden como trofeos de caza en Sudáfrica. Las poblaciones suelen fluctuar debido a enfermedades, especialmente la rabia y el moquillo canino, que pueden provocar una disminución drástica a corto plazo en el número de individuos. También se ven afectados por la sequía, que deprime las poblaciones de insectos.